# Edersleben
Edersleben es un municipio situado en el distrito de Mansfeld-Südharz, en el estado federado de Sajonia-Anhalt (Alemania), a una altitud de 132 metros. Su población a finales de 2015 era de unos 1000 habitantes y su densidad poblacional, 110 hab/km².
Se encuentra junto a la frontera con el estado de Turingia.